# Обретенье
Обрете́нье (День птиц) — день народного календаря славян приходящийся на 24 февраля (9 марта) в невисокосные годы, 24 февраля (8 марта) — в високосные. Название дня происходит от христианского праздника Обретение главы Иоанна Предтечи.
По народному календарю Обретенье наступает через три недели и один день после Громниц и символизирует собой поворот погоды на весну. Считается что с этого времени зимующие птицы начинают готовить гнёзда, а перелётные начинают готовиться к возвращению домой из тёплых мест, из Ирия.

## Другие названия
рус. Обретение, Иванов день, День Обретения Главы, Обретение главы Иоанна Предтечи, Матей (катол.), укр. Обертенье; бел. Іван, Эразм, Паўраценне, Абратанне, Мацей; полес. Обертас.
В этот день почитаются в том числе: православными славянами — обретения главы Иоанна Предтечи и Еразм Печерский; славянами-католиками — Апостол Матфий (Матей); чьи имена присутствуют в названиях дня.

## Народные поверья
В Белоруссии Обретение называли ещё «Поворотеньем» («Абратанне або Паўраценне»). Слово «Поворотение» на Валожинщине (Минская область) объясняли тем, что медведь в берлоге в этот день поворачивается на другой бок. Особенно чтили это день пчеловоды. Они заглядывали в ульи и когда находили («обретали») пчёл живыми, то уже не сомневались в успешной их зимовке.
У восточных славян было принято по погоде в этот день судить о погоде на Пасху: «Если в этот день выпадает снег, то и святая неделя будет холодная, если будет сухо, то не ожидай дождя и в Пасху».
Белорусы-католики говорили: «На Мацея дорога поцее».
В Далмации (Хорватия) известна легенда о том, что каждый год святой Матей посылается на землю, чтобы отворить весну, а святой Григорий (12 марта) идёт вслед за ним. Однако оба идут в трактир, поэтому приходится идти св. Иосифу (19 марта), который ударяет посохом по земле, после чего начинается весна. У словаков говорили: «Пошёл Матей пить, за ним Грегор, за ним Йозеф, но все там запили, и только Богородица (25 марта) их всех выгнала». Словенцы считают, что святой Матей решает, будет ли зиме конец или же она начнётся снова, так же и поляки: «На Матвея первая надежда на весну». В польском Поморье примечали: если в этот день мороз — 40 ночей ещё будет мороз. Так же у чехов и словаков: «Какой мороз будет вечером и ночью на святого Матея, такой будет и в последующие 40 дней».

## Поговорки и приметы
- Обретенье. Птицы поворачиваются носами в нашу сторону (укр. Обертання. Птахи обертаються носами до нашого краю)[7].
- Если птицы начали вить гнезда на солнечной стороне, то жди лета холодного[11].
- Синица запела — тепло ворожит[12].
- Ивановой головы боится зима (бел. Янкавай галавы баіцца зіма)[7].
- Пошёл Матей пить, за ним Грегор, за ним Йозеф, но все там запили, и только Богородица их всех выгнала (чеш. Svatý Matěj šel sekat ledy, stavil se v hospodě, Svatý Josef šel za ním a zůstal tam, Panna Maria je vyhnala oba)[13].